# Kenta Yamashita

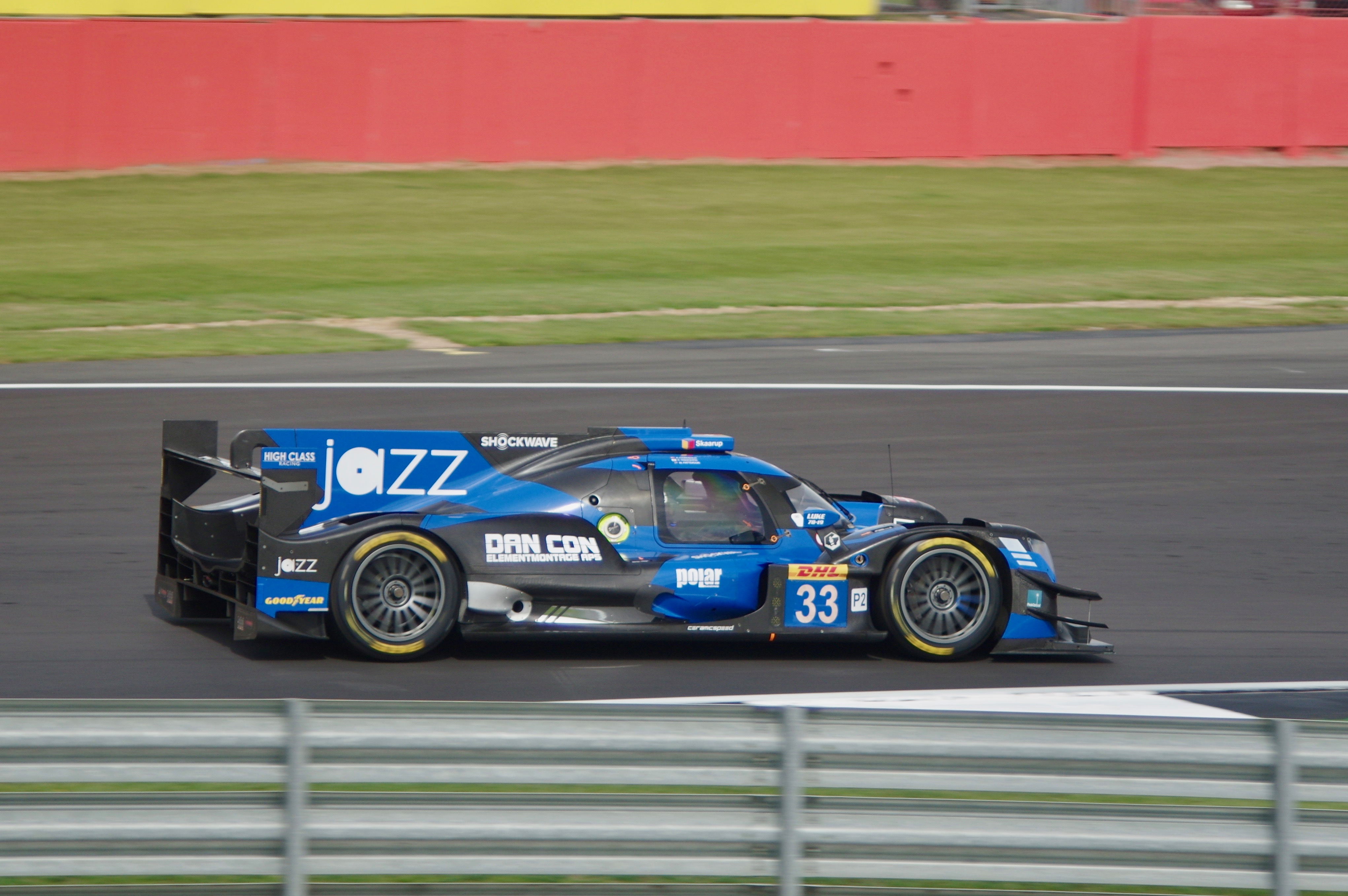
Der Oreca 07 von Anders Fjordbach, Mark Patterson und Kenta Yamashita beim 4-Stunden-Rennen von Silverstone 2019

Kenta Yamashita (jap. 山下 健太, Yamashita Kenta) (* 3. August 1995 in der Präfektur Chiba) ist ein japanischer Autorennfahrer.

## Karriere als Rennfahrer
Kenta Yamashita war zu Beginn der 2010er-Jahre einer der erfolgreichsten japanischen Nachwuchspiloten. Nach Anfängen im Kartsport erreichte er hintereinander drei Gesamtsiege bei Rennserien. Auf den Sieg in der Motegi Championship Formula Super FJ 2012 folgte 2013 der Erfolg in der JAF Japan Formula 4. Im Jahr darauf gewann er die Formula Challenge Japan’’. Auch in der japanischen Formel-3-Meisterschaft war er erfolgreich. 2014 und 2015 beendete er das Championat als Gesamtzweiter, 2016 wurde er japanischer Formel-3-Meister.
Neben Monopostoeinsätzen bestritt er ab 2015 Rennen im in Japan populären GT-Sport. 2019 gewann er gemeinsam mit Kazuya Ōshima im Lexus LC500 die GT-500-Klasse der Super GT. Sein Debüt beim 24-Stunden-Rennen von Le Mans endete 2020 mit einem frühen Ausfall.

## Statistik

### Le-Mans-Ergebnisse
| Jahr | Team              | Fahrzeug | Teamkollege      | Teamkollege    | Platzierung | Ausfallgrund    |
| ---- | ----------------- | -------- | ---------------- | -------------- | ----------- | --------------- |
| 2020 | High Class Racing | Oreca 07 | Anders Fjordbach | Mark Patterson | Ausfall     | Getriebeschaden |